# حمید لکزایی
حمید لکزایی (متولد ۷ مهر ۱۳۶۷ در مشهد)، قهرمان و مربی ایرانی رشتهٔ بدنسازی است.

## فعالیتها و افتخارات ورزشی
وی فعالیت در رشتهٔ بدنسازی را از سال ۱۳۸۱ آغاز کرده و در سال ۱۳۹۲ در مسابقات کشوری اصفهان، در وزن ۸۵ کیلوگرم، به مقام دوم رقابتهای کشور ایران دست یافته‌است. وی در مسابقات مستر المپیای آماتورهای جهان در روسیه ۲۰۱۴، عنوان نایب قهرمانی این رقابتها را به دست آورد، سپس پس از نایب قهرمانی در وزن ۹۰ کیلوگرم در رقابتهای کشوری ایران (۱۳۹۴) در مسابقات آسیایی ۲۰۱۵ ژاپن، (۱۳۹۴ شمسی) در وزن ۹۰ کیلوگرم به مدال نقره دست یافت. لکزایی در مسابقات آسیایی ۲۰۱۶ چین، موفق به کسب عنوان قهرمان قهرمانان آسیا (Overall) گردید. وی به دلیل مشکلات فنی از رقابتهای مستر المپیای اسپانیا بازماند. لکزایی در سال ۲۰۱۷ در رقابتهای دوبی ماسل شو (گلف کلاسیک) و در مسابقات پرورش اندام مستر المپیای آماتوری در کشور هند، موفق به کسب مدال طلای وزن ۱۰۰ کیلوگرم گردید، وی در همین سال کارت حرفه‌ای الیت پرو (Elite Pro) دریافت نمود. وی همچنین در رقابتهای جهانی بدنسازی تونس ۲۰۱۸، به مقام نخست دستهٔ صد کیلوگرم دست یافت. لکزایی در همین رقابتها عنوان قهرمان قهرمانان جهان را از آن خود کرد و موفق به دریافت کارت حرفه‌ای بدن‌سازی شد.

## جوایز

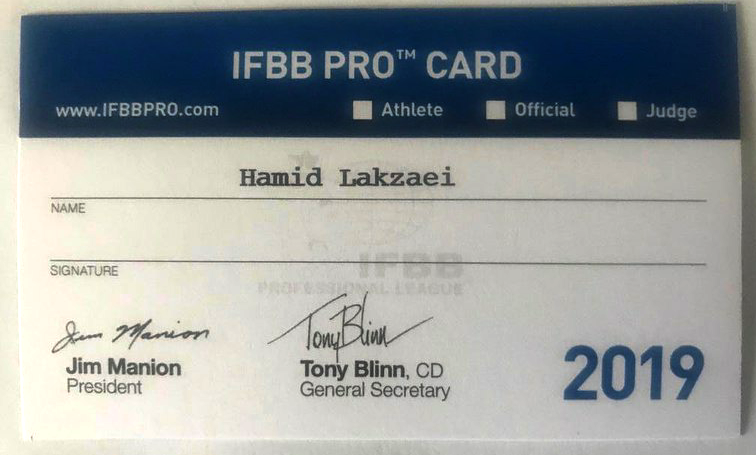
تصویری از کارت حرفه‌ای حمید لکزایی

مدال نقره وزن ۸۵کیلوگرم ایران(۱۳۹۲)،
مدال نقره مستر المپیای آماتور جهان در روسیه(۲۰۱۴)،
مدال نقره وزن ۹۰ کیلوگرم ایران(۱۳۹۴)،
مدال نقره وزن ۹۰کیلوگرم مسابقات آسیائی ۲۰۱۵ ژاپن،
مدال طلا ۱۰۰ کیلوگرم رقابتهای آسیایی چین(۲۰۱۶)،
کسب عنوان قهرمان قهرمانان آسیا رقابتهای آسیایی چین(۲۰۱۶)،
مدال طلا مستر المپیای آماتور جهان در هند(۲۰۱۷)،
کسب عنوان قهرمان قهرمانان مستر المپیای آماتور جهان در هند(۲۰۱۷)،
دریافت کارت حرفه‌ای الیت مستر المپیای آماتور جهان در هند(۲۰۱۷)،
قهرمان رقابتهای دوبی ماسل شو (گلف کلاسیک) امارات ۲۰۱۷،
مدال طلا دستهٔ ۱۰۰کیلوگرم رقابتهای جهانی بدنسازی تونس ۲۰۱۸،
کسب عنوان قهرمان قهرمانان رقابتهای جهانی بدنسازی تونس ۲۰۱۸،
دریافت کارت حرفه‌ای رقابتهای جهانی بدنسازی تونس ۲۰۱۸.